# Achilia
L'achilia è una condizione patologica caratterizzata da mancanza totale della secrezione dei succhi gastrici, acido cloridrico e pepsinogeno. Può avvenire sia all'interno dello stomaco ma più raramente anche nel pancreas, se vengono a mancare la produzione di enzimi digestivi.

## Epidemiologia
L'incidenza della manifestazione nella popolazione è alquanto rara. Frequente è invece la diminuzione più o meno accentuata di secrezione: in questo caso si parla di ipochilia.

## Eziologia
L'achilia pancreatica è una delle conseguenze della fibrosi cistica (forma classica) e causa malassorbimento intestinale.